# Wahl zur Österreichischen Hochschülerinnen- und Hochschülerschaft 2021
Die Wahl zur Österreichischen Hochschülerinnen- und Hochschülerschaft 2021, kurz ÖH-Wahl 2021, fand vom 18. Mai 2021 bis zum 20. Mai 2021 statt. Gewählt wurde dabei die Hochschulvertretung der Österreichischen Hochschülerinnen- und Hochschülerschaft, die Hochschulvertretungen und die Studienvertretungen.

## Ausgangslage

### Wahl 2019 und Folgen
Bei der ÖH-Wahl 2019 wurde die ÖVP-nahe AktionsGemeinschaft stimmen- und mandatsstärkste Kraft in der ÖH-Bundesvertretung. Auf Platz zwei nach Stimmen landete die den Grünen nahestehende GRAS, knapp vor der SPÖ-Vorfeldorganisation VSStÖ. In Mandaten waren die beiden Fraktionen in der Bundesvertretung gleichstark vertreten. Sowohl die FLÖ, welche keiner Partei nahestehen, als auch die JUNOS, eine Vorfeldorganisation der NEOS, waren mit leichten Verlusten weiterhin in der Bundesvertretung vertreten. Drei der vier kleinsten Listen, der KSV-Lili, der KSV-KJÖ (beide KPÖ-nahe) und der RFS, eine FPÖ-nahe Organisation, konnten ebenso trotz leichter Verluste ihre Mandate verteidigen. Die Satirefraktion No Ma’am verloren ihr einziges Mandat und schied somit aus der Bundesvertretung der Österreichischen Hochschülerinnen- und Hochschülerschaft aus.
Auf die Wahl hin bildete sich eine linke Koalition aus GRAS, VSStÖ und FLÖ und wählte Adrijana Novakovic zur Vorsitzenden. Im Sommer 2020 zerbrach die Koalition, woraufhin Sabine Hanger im Oktober 2020 im dritten Wahlgang zur Vorsitzenden gewählt wurde. Somit war der ÖH-Vorsitz zum ersten Mal seit zwölf Jahren wieder in der Hand der AktionsGemeinschaft.

### Spitzenkandidatinnen zur Wahl 2021
- AktionsGemeinschaft: Sabine Hanger
- Grüne und Alternative Student_innen: Keya Baier
- Verband Sozialistischer Student_innen Österreichs: Sara Velić
- Unabhängige Fachschaftslisten Österreichs: Gabriele Urban
- Junge liberale Studierende: Sophie Wotschke
- Kommunistischer Student_innenverband - Linke Liste: Jessica Gasior
- Kommunistischer StudentInnenverband (KJÖ): Elena Ellmeier
- Ring Freiheitlicher Studenten: Matthias Kronek

## Ergebnis der Wahl zur Bundesvertretung
Bei der Wahl 2021 konnte der VSStÖ um ein Mandat zulegen und wurde mit Spitzenkandidatin Sara Velić zum ersten Mal in der Geschichte sowohl nach Stimmen als auch nach Mandaten stärkste Kraft. Ihm kommen 14 Mandate zu. Je zwölf Mandate konnten GRAS und AG erringen. Im Vergleich zum Wahlergebnis von 2019 bedeutet dies für die GRAS den Verlust von einem, für die AG den Verlust von drei Mandaten. Die JUNOS konnten leichte Stimmenzuwächse für sich verbuchen, stagnierten aber bei sechs Mandaten. Auch die FLÖ gewann leicht an Stimmen hinzu, für sie ging sich auch ein weiters Mandat aus, wodurch den Fachschaftslisten sechs Mandate zukamen. Die beiden kommunistischen Listen konnten Stimmenzuwächse verbuchen und jeweils ein zweites Mandat erringen. Weiterhin stimmenschwächste und kleinste Fraktion blieb der RFS mit einem Mandat.
Die schon bei vorhergehenden Wahlen geringe Wahlbeteiligung erreichte mit nur mehr 15,73 Prozent einen historischen Tiefststand, der auch den geltenden Maßnahmen im Zuge der COVID-19-Pandemie in Österreich angelastet wurde. Viele Lehrveranstaltungen wurden online abgehalten, weswegen ein Großteil der Studierenden nicht an den Universitäten und damit den dort aufgestellten Wahllokalen präsent war. Zwar hatte sich die Anzahl beantragter Briefwahlkarten im Vergleich zu 2019 verdoppelt, die allgemeine Abwesenheit von Studierenden an den Universitäten konnte dadurch alleine jedoch nicht kompensiert werden. Zudem wurde kritisiert, dass die ÖH zu ideologisch und zu wenig serviceorientiert sei. Auch lokale Gegebenheiten schienen eine Rolle zu spielen, die Beteiligung an den verschiedenen Universitäten schwankt zwischen dem einstelligen Bereich und etwa 30 Prozent.
- KSV-KJÖ: 2
- KSV-LiLi: 2
- VSStÖ: 14
- GRAS: 12
- FLÖ: 6
- JUNOS: 6
- AG: 12
- RFS: 1

### Wahlergebnis 2021 im Detail
| Liste    | Ergebnis in Stimmen | Ergebnis in Prozent | Mandate |
| -------- | ------------------- | ------------------- | ------- |
| VSStÖ    | 13.054              | 24,55 %             | 14      |
| GRAS     | 11.552              | 21,72 %             | 12      |
| AG       | 11.180              | 21,02 %             | 12      |
| JUNOS    | 5.998               | 11,28 %             | 6       |
| FLÖ      | 5.598               | 10,53 %             | 6       |
| KSV-LiLi | 2.397               | 4,51 %              | 2       |
| KSV-KJÖ  | 1.991               | 3,74 %              | 2       |
| RFS      | 1.411               | 2,65 %              | 1       |
| Summe    | 53.181              | 100,00 %            | 55      |

## Folgen der Wahl
Nach der Wahl bildete sich eine Koalition aus VSStÖ, GRAS und FLÖ, wie bereits auch nach der Wahl 2019. Diese Koalition hält mit 32 von 55 Mandaten eine Mehrheit in der Bundesvertretung. Zur Vorsitzenden wurde für das erste Jahr der Exekutivperiode Sara Velić vom VSStÖ gewählt. Wie im Koalitionsvertrag vereinbart trat diese zur Halbzeit der Funktionsperiode von ihrem Amt zurück und Keya Baier (GRAS) wurde am 3. Juni 2022 zur neuen Vorsitzenden gewählt.